# Bear Creek (hrabstwo Sauk)
Bear Creek – miasto w Stanach Zjednoczonych, w stanie Wisconsin, w hrabstwie Sauk.